# Кітсбург (Іллінойс)
Кітсбург (англ. Keithsburg) — місто (англ. city) в США, в окрузі Мерсер штату Іллінойс. Населення — 550 осіб (2020).

## Географія
Кітсбург розташований за координатами 41°6′0″ пн. ш. 90°56′10″ зх. д. / 41.10000° пн. ш. 90.93611° зх. д. (41.099971, -90.936059).  За даними Бюро перепису населення США в 2010 році місто мало площу 8,23 км², з яких 6,63 км² — суходіл та 1,61 км² — водойми.

## Демографія
Згідно з переписом 2010 року, у місті мешкало 609 осіб у 260 домогосподарствах у складі 168 родин. Густота населення становила 74 особи/км².  Було 313 помешкання (38/км²).
Расовий склад населення:
| - 98,4 % — білих |

До двох чи більше рас належало 1,1 %. Частка іспаномовних становила 1,6 % від усіх жителів.
За віковим діапазоном населення розподілялося таким чином: 19,9 % — особи молодші 18 років, 59,4 % — особи у віці 18—64 років, 20,7 % — особи у віці 65 років та старші. Медіана віку мешканця становила 44,3 року. На 100 осіб жіночої статі у місті припадало 89,1 чоловіків;  на 100 жінок у віці від 18 років та старших — 84,8 чоловіків також старших 18 років.
Середній дохід на одне домашнє господарство  становив 53 814 долари США (медіана — 35 417), а середній дохід на одну сім'ю — 53 663 долари (медіана — 39 688). За межею бідності перебувало 25,9 % осіб, у тому числі 59,3 % дітей у віці до 18 років та 8,5 % осіб у віці 65 років та старших.
Цивільне працевлаштоване населення становило 234 особи. Основні галузі зайнятості: виробництво — 19,7 %, будівництво — 15,4 %, освіта, охорона здоров'я та соціальна допомога — 13,2 %.